# Polykleitos von Larisa
Polykleitos von Larisa war ein antiker griechischer Geschichtsschreiber. Er lebte wohl in frühhellenistischer Zeit und schrieb eine heute verlorene Geschichte über die Taten Alexanders des Großen.
Nur wenig ist über den Alexanderhistoriker Polykleitos bekannt, der anscheinend aus Larisa in Thessalien und wahrscheinlich aus einer vornehmen Familie stammte. In der Forschung wird oft angenommen, dass er am Alexanderzug selbst teilnahm, aber es ist unklar, mit welchem Polykleitos er identifiziert werden kann. Es wurde erwogen, dass er mit einem gleichnamigen Flottenkommandeur unter Ptolemaios I. gleichgesetzt werden kann, der im Jahr 315 v. Chr. gegen Zypern eingesetzt war. Ebenso wurde aber teils angenommen, dass er der Vater der Olympias war, der Mutter des Antigonos III. Doson. Insofern mag er als erfahrener Erwachsener oder aber als sehr junger Mann am Alexanderzug teilgenommen haben. In der biographischen Übersicht in Brill’s New Jacoby wird er hingegen als der mögliche Großvater des Polykleitos betrachtet, der der Vater der erwähnten Olympias war. Er muss jedenfalls von Polykritos von Mende unterschieden werden, mit dem er teils verwechselt wurde.
Polykleitos schrieb Historien, die bis in die Zeit Alexanders reichten, wobei der Beginn der Schilderung unbekannt ist. Ansonsten ist nur sehr wenig über das Werk bekannt, das mindestens acht Bücher umfasste. Den wenigen Fragmenten zufolge war es zumindest teilweise recht stark ausgeschmückt, wie etwa ein bei Athenaios überliefertes Fragment zeigt:
„Polykleitos aus Larisa sagt im achten Buch seiner Historien, dass Alexander in einem goldenen Bett schlief, dass Flötenspielerinnen und Flötenspieler ihn immer in seinem Lager begleiteten, wobei Alexander bis zur Dämmerung trank.“
Allerdings scheint sich Polykleitos nie explizit über den Charakter Alexanders geäußert zu haben; ihm eine positive oder (aufgrund der Episode in Fragment 1) negative Haltung gegenüber Alexander zu unterstellen, ist wenig belastbar. Andererseits wurden die Schilderungen bei Polykleitos aber auch als Beleg für eine kritische Sichtweise Alexanders gesehen, wobei der Vorwurf sei, dass sich der König mehr und mehr dem orientalischen Luxus hingegeben habe, ähnlich wie es Ephippos von Olynth berichtete.
Polykleitos schilderte auch anekdotenhaft einige Episoden aus der persischen Geschichte und Geschehnisse im fernen Indien. Er berichtete wohl aus erster Hand über die Stadt Susa. Eventuell sollte man die Historien eher als Memoiren des Polykleitos statt als vollwertige Alexandergeschichte betrachten. Sein Werk scheint jedenfalls nicht unbeliebt gewesen zu sein, denn neben Athenaios wurde er wohl bereits von Kleitarchos und später von Strabon, Plutarch, Diodor und Aelian benutzt. Den bei Strabon überlieferten Fragmenten zufolge interessierte sich Polykleitos sehr für Geographie und Naturgeschichte.

## Textausgaben
- Die Fragmente der griechischen Historiker Nr. 128 bzw. Brill’s New Jacoby Nr. 128.